# Kreuzdachbildstock (Nickersfelden, Nähe Lindenstraße)

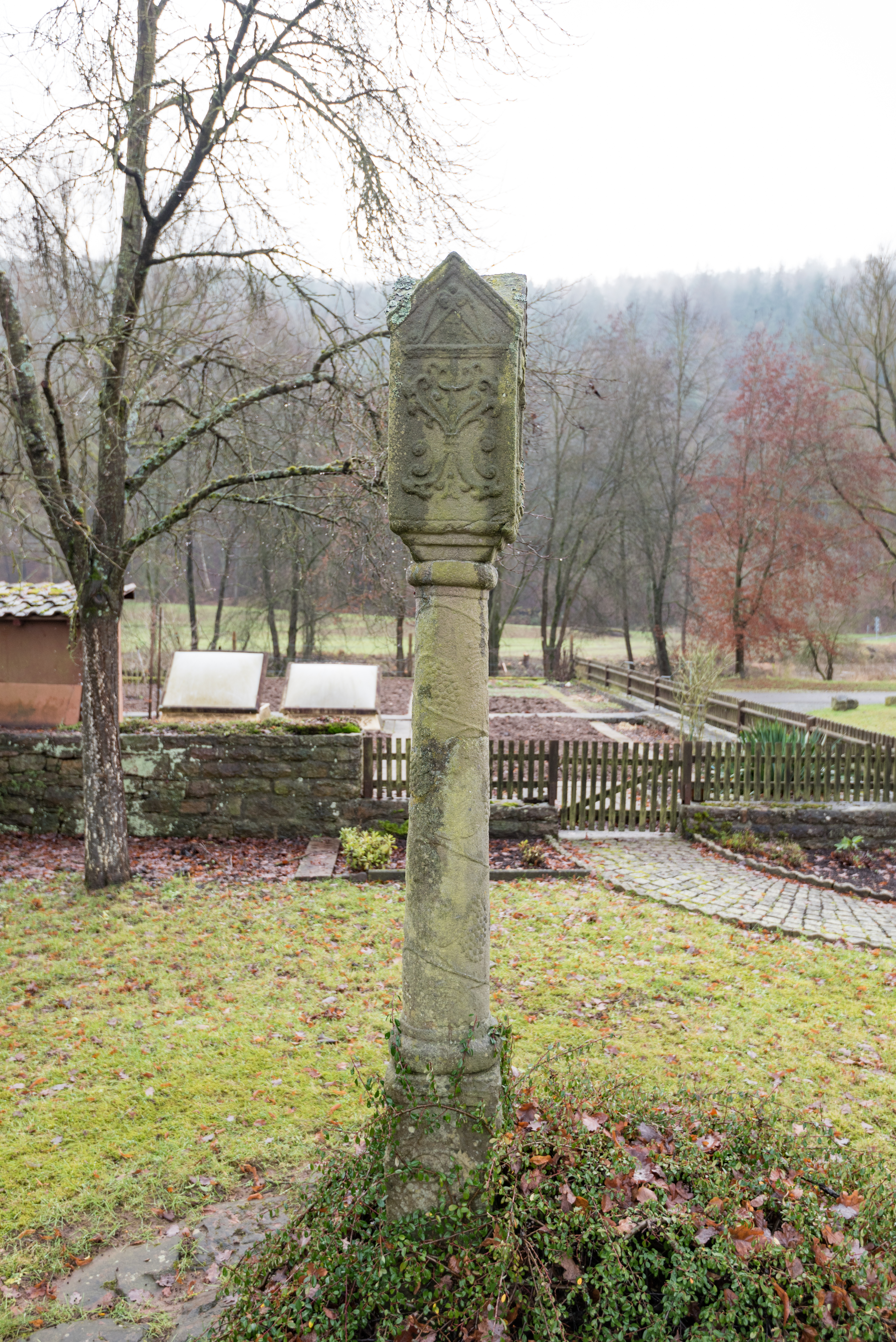
Kreuzdachbildstock in Nickersfelden, Nähe Lindenstraße

Der Kreuzdachbildstock Nähe Lindenstraße ist ein Flurdenkmal in Nickersfelden, einem Gemeindeteil im Markt Bad Bocklet im unterfränkischen Landkreis Bad Kissingen und befindet sich in der Nähe der Lindenstraße. Der Bildstock gehört zu den Baudenkmälern von Bad Bocklet und ist unter der Nummer D-6-72-112-67 in der Bayerischen Denkmalliste registriert.

## Beschreibung
Der Kreuzdachbildstock besteht aus grobkörnigen Sandstein und entstand im Jahr 1680.
Er steht auf einem Mühlsteinsockel von 70 cm Durchmesser und besteht aus folgenden Teilen:
a) dem 172 cm hohen Schaft, der zu 2/3 aus einer Rundsäule besteht, die von einer Weinranke umfasst ist und an beiden Enden mit Ringwülsten abschließt, und zu 1/3 aus einer Vierkantbasis, an der sich Wirbel, Dreipass und stilisierte Blumen als Ornamente befinden
b) dem vierseitigen, 60 cm hohen Gehäuseblock, der mit einem Kreuzdach abschließt. Drei Seitenflächen sind mit Reliefs verziert, die ein Fantasiewappen mit Echterringen, Rennfähnlein, Frankenrechen, gekreuzten Schlüsseln und einem steigenden Löwen, die folgende, erhaben gearbeitete Inschrift:

„CASPER BOHN

SFIEFDER DISES

BILDSDOH VON

NICKERSFELLE

1680“

und ein Ornament zeigen. Die vierte Seite besteht aus einer rundbogigen Nische, die seit der Renovierung eine Sandsteinbüste der Madonna mit Kind beherbergt.
Früher befand sich der Kreuzdachbildstock in der Flur Richtung Unterebersbach; der Acker hieß "Am Bildstöckle".